# Time Traveler
Time Traveler is het tweede verzamelalbum met muziek van de fluitist Tim Weisberg. Het album verscheen drie jaar na zijn laatste studioalbum Undercover. Het betekende tevens het einde van zijn actieve plaatopnamen. Weisberg speelde daarna voornamelijk nog in de band rondom David Benoit. Hij leek daarbij van de aardbodem verdwenen te zijn. Per track verschillen de musici aangezien de opnamen een dwarsdoorsnede vormen van zijn carrière.

## Composities
1. Castaways (4:20) van Outrageous Temptations
2. Yo-yo (of Yoyo)(4:37) van Naked Eyes
3. Heart Child (6:50) van High Risk
4. Do-dah (Weisberg, Blessing, Anderson, Johnson)(3:07) van Dreamspeaker
5. Dion blue (3:57) van Tim Weisberg 4
6. Brazilian dance (4:11) van Naked Eyes
7. I'm the lucky (Allee Willis, Desmond Child)(3:44) van Party of One
8. The bruiser (3:22) van Tim Weisberg 4
9. Seasoned greetings (Sammy Cahn, Jules Styne) (4:12) van een Windham Hill-kerstverzamelalbum
10. Guitar etude no 2 (3:40) van Outrageous Temptations
11. Comin' home baby (5:28) van Undercover
12. Moondance (4:46) van Undercover
13. Bewitched, bothered and bewildered (Lorenz Hart, Richard Rogers (?) )